# Китчин, Александра
Александра «Кси» Рода Китчин (англ. Alexandra "Xie" Rhoda Kitchin; 29 сентября 1864 – 6 апреля 1925) — подруга  («child-friend») Чарльза Лютвиджа Доджсона (Льюис Кэрролл) и его фотомодель.

## Биография
Была дочерью преподобного Джороджа Уильяма Китчина (1827—1912), который был коллегой Доджсона в Крайст-черче. Позже он стал Деканом Винчестера и Деканом Дархема. Её крёстной матерью была Александра Датская, позже Принцесса Уэльская и бывшая подругой детства её матери. У Кси было трое младших братьев: Джордж Херберт, Хью Бриджес и Брук Тейлор, а также младшая сестра, Дороти Мод Мэри. Все они фотографировались у Доджсона.
Доджсон сделал пятьдесят снимков с участием Александры, начиная с 4 лет и вплоть до 16-летия. Работы, которые они делали вместе, часто в формате живых картин, широко известны коллекционерам, кураторам и современным художникам, которые были вдохновлены ими как картинами «Кси» (англ. 'Xie' pictures; произносится как «Экси» — уменьшительная форма имени Александра).
Сообщается, что однажды Кэрролл поставил вопрос «Как достичь совершенства в фотографии?», а затем дал ответ: «Поставьте Кси перед объективом». В письме к ней от 16 июня 1880 года он пишет: "Вот загадка: «Каков наилучший способ обеспечить превосходство (англ. Excellence) фотографии?» и ответил: «Сначала вы берёте объектив, а затем смотрите.» 
17 апреля 1890 года она вышла замуж за одарённого музыканта-любителя и госслужащего Артура Кардью. У них было шестеро детей: Пенелопа (род. в 1891), Кристофер (род. в 1894), Ричард (1898—1918), Майкл (1901—1983), Филип (род. 1903) и Артур (род. в 1906). Вплоть до смерти Кси семья проживала по адресу 4 North View, в Уимблдон Коммон, в Лондоне; также у них был загородный дом в Сонтоне. Похоронена на кладбище Putney Vale Cemetery.
В отличие от Алисы Лидделл, Изы Боумен и других подруг Доджсона, «Кси» никогда не публиковала воспоминания о нём.

## В популярной культуре
Джастин Шерин сделал про неё постановку «Кси».